# Neuroserica deffeti
Neuroserica deffeti är en skalbaggsart som beskrevs av Louis Burgeon 1943. Neuroserica deffeti ingår i släktet Neuroserica och familjen Melolonthidae. Inga underarter finns listade i Catalogue of Life.